# بز پاکوتاه

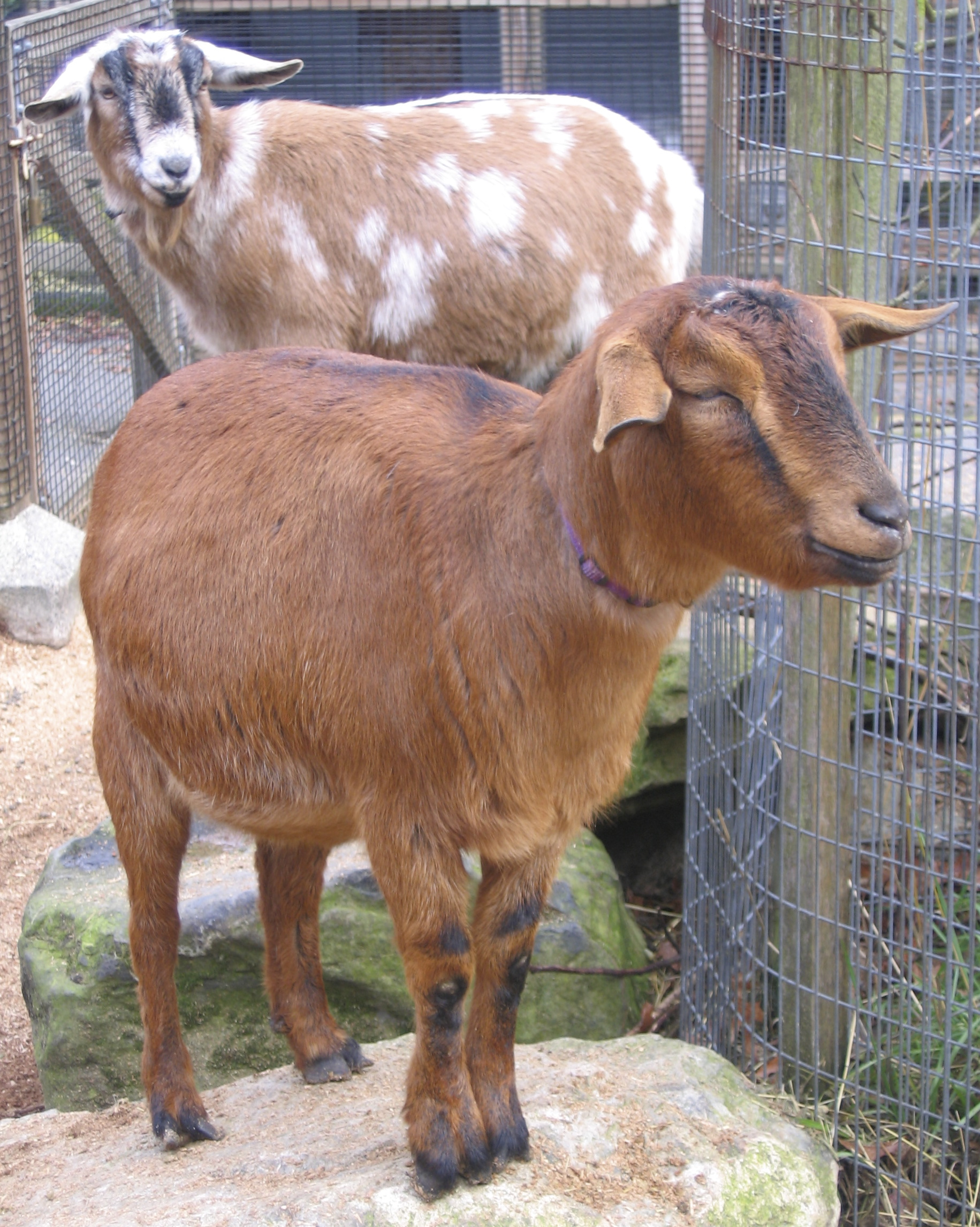
بز پاکوتاه در یک باغ وحش

بز پاکوتاه یا بز کوتوله نژادی از بز است که در اصل به کشور کامرون تعلق دارد. این نژاد که به سایر نقاط دنیا نیز برده شده است دست‌ها و پاهای کوتاهی دارد. این نوع بز را برای گوشت آن پرورش می‌دهند. از بز پاکوتاه در برخی نقاط دنیا به عنوان حیوان خانگی نیز نگهداری می‌شود. این بز نژادی مقاوم دارد و قابلیت سازگاری با انواع آب و هواها را دارا است.